# Polylepis subsericans
Polylepis subsericans là một loài thực vật thuộc họ Rosaceae. Đây là loài đặc hữu của Peru. Chúng hiện đang bị đe dọa vì mất môi trường sống.